# 小斯特龍博利島
38°49′02″N 15°15′08″E / 38.817308°N 15.252156°E

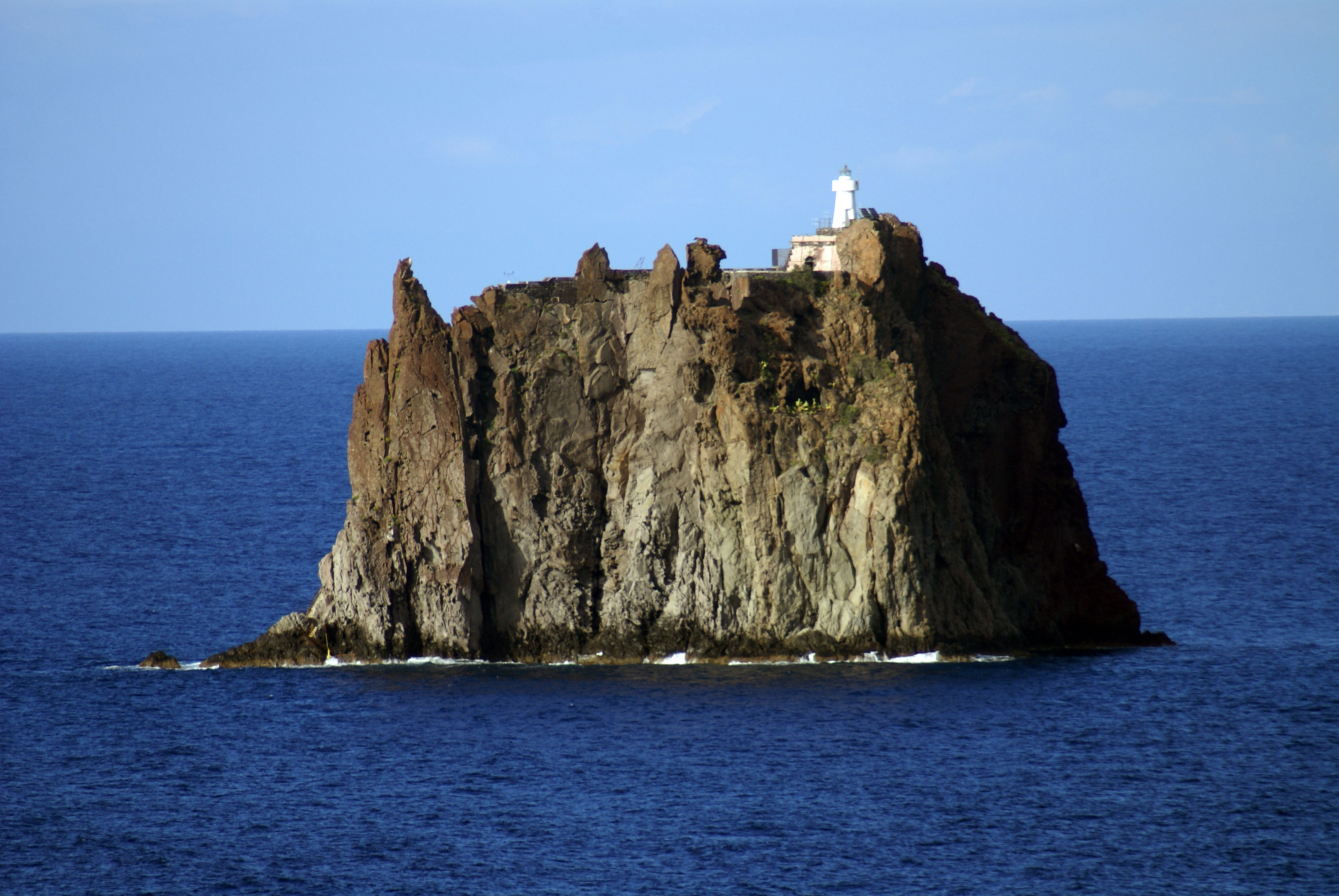

小斯特龍博利島是意大利的火山島，位於西西里島以北的提雷尼亞海，屬於埃奧利群島的一部分，長0.13公里、寬0.52公里，面積0.35公畝，島上無人居住。